# 佐伯公行
佐伯 公行（さえき の きんゆき、生没年不詳）は、平安時代中期の貴族。姓は宿禰。官位は正四位下・伊予守。

## 経歴
円融朝で蔵人所出納を務める。天延2年（974年）正月に権少外記に補せられると、同年5月に少外記、貞元元年（976年）大外記と昇任され、貞元2年（977年）正月に巡爵によって外従五位下に叙せられるが、愁訴により内位の従五位下となった。まもなく、能登権介を兼ねると、同年10月にのちに舅となる高階成忠が能登守に任ぜられている。
一条朝の永延元年（987年）遠江守に任ぜられると、のち、信濃守と受領を歴任。この間に平安京の東山に清閑寺を建立し、長徳2年（996年）に一条天皇により御願寺（勅願寺）に列せられる。また、藤原為光の娘である寝殿の上から一条院を8000石で購入して、東三条院（藤原詮子）に献上している。この献上の効果か、東三条院の口添えを得て、長徳4年（998年）播磨介に補せられた。またこの頃、国内で疱瘡が猛威を振るうが、公行のみが罹患を免れたとの記事が『日本紀略』にある。公行のみに着目した特殊な記事であることから、日頃からの寄進の功徳により、公行に超人的な力が与えられていると世の人々が考えた可能性もある。
その後も、伊予守に任ぜられるなど引き続き受領を務め、位階は正四位下に至った。寛弘7年（1010年）3月11日に出家。前年に妻の高階光子が敦成親王を呪詛した疑いで処分を受け、彼女の甥である藤原伊周も連座している。このため、公行も中関白家および藤原伊周と密接な関係にあり、伊周の薨去を受けて出家したとする見方もある。
最終官位は前伊予守正四位下。没年は明らかでないが、『御堂関白記』長和5年（1016年）7月18日条に「是れ故伊与守公行の姪」とあることから、それまでに没していたと見られる。

## 官歴
- 天禄3年（972年） 4月8日：見蔵人所出納[9]
- 天延2年（974年） 正月30日：権少外記、元蔵人所出納[10]。11月28日：少外記[10]
- 貞元元年（976年） 正月28日：大外記[10]
- 貞元2年（977年） 正月7日：外従五位下、従五位下（依愁入内）[10]。正月28日：能登権介[10]
- 永延元年（987年） 日付不詳：遠江守[10]
- 時期不詳：従四位下。信濃守[11]
- 長徳4年（998年） 3月14日：前信濃守[11]。8月27日：播磨介[11]
- 時期不詳：正四位下。伊予守
- 寛弘7年（1010年） 3月11日：出家（前伊予守正四位下）[11]